# Antoine Civoré
Antoine Civoré, né dans la région de Lille le 10 mars 1608 et y décédé le 5 mai 1668, est un prêtre jésuite belge, Directeur spirituel et écrivain. 

## Biographie
Né le 10 mars 1608, Antoine fait ses premières études au collège jésuite de Lille, puis sa philosophie au collège de Douai. Entré dans la Compagnie de Jésus le 2 octobre 1626 il fait deux années de noviciat à Tournai sous la direction du père Jean Dauphin. Ensuite, après des études littéraires à Lille (1628-1629) il reprend le programme de philosophie à Douai (1629-1630). 
Avant les études de théologie Antoine Civoré enseigne dans les classes supérieures des collèges jésuites de Lille (1630-1632) et de Dinant (1632-1633). Revenu à Douai pour la théologie préparatoire au sacerdoce (1633-1637) il est ordonné prêtre à Cambrai le 8 mars 1636. Sa formation spirituelle et académique se termine avec le Troisième an durant l’année 1637-1638.
Envoyé à Tournai en 1641 il y est d’abord ‘missionnaire’ des campagnes, mais après sa profession religieuse définitive (22 juin 1642) il est nommé assistant du maitre des novices. À partir de cette nomination il exercera des fonctions spirituelles jusqu’à la fin de sa vie, d’abord à Tournai (1642-1648) puis à Lille (1648-1668) : directeur spirituel, aumônier de moniales, prédicateur, confesseur.

## Religieuses de Saint-André
Alors qu’il réside au collège de Tournai, les Religieuses de Saint-André demandent au père Civoré son aide pour revoir leurs constitutions. L’institut religieux hospitalier fondé au XIIIe siècle et très actif à Tournai doit passer à un mode de vie monastique (avec clôture) à la suite de décisions prises au Concile de Trente sur la réforme de la vie religieuse dans l’Église. Une relation suivie s’établit entre lui et les religieuses de Saint-André. Le père Civoré écrit pour elles son traité ‘Le secret de la science des saints pour compléter son travail constitutionnel par un guide spirituel adéquat. Il échange avec elles une correspondance suivie 
Emporté par la peste, Le père Civoré meurt à Lille le 5 mai 1668.

## Écrits
- Les secrets de la science des saints, où sont déclarés la nature et la pratique, les travaux et les douceurs de la vie intérieure et la théologie mystique rendue claire et facile pour la pratique et la direction, d'une méthode nouvelle, tirée des avis des Saints, des Théologiens, des Philosophes, des Médecins, et de l'expérience de plusieurs, Lille, Ignace et Nicolas de Rache, 1651 (réédité en 1994).

Dans la troisième partie (traité III) - de loin la plus longue - , Civoré entreprends de décrire psychologiquement «en termes communs» [ses propres mots] les actes et le développement de la prière contemplative, y intégrant même quelques données de la médecine telle que connue à cette époque. Cette démarche est très neuve au XVIIe siècle et le style est agréable. 
- Scriptores insulenses : Pax et bellum filiorum Dei, cum praxi discretionis spirituum.

## Source
- Joseph de Guibert, article Civoré, Antoine, dans Dictionnaire de spiritualité, ascétique et mystique, vol.II, col.921-922, Paris, Beauchesne, 1953.